# Primera División de la Unión Soviética
El Campeonato Soviético de Fútbol (del ruso: Чемпионат СССР по футболу, Chempionat SSSR Po Futbolu), conocido después de 1970 como Liga Suprema (del ruso: Высшая лига, Vysshaya Liga), fue la máxima categoría del fútbol en la Unión Soviética de 1936 hasta la disolución de la Unión en 1991. Durante esos 55 años se disputaron 54 campeonatos anuales organizados por la Federación de Fútbol de la Unión Soviética y dominados, en gran medida, por los clubes de Moscú y el FC Dinamo Kiev.
Exceptuando a las repúblicas de Turkmenistán y Kirguistán, todas las demás tuvieron representación en la máxima categoría soviética en algún momento de su historia. Además, tres de sus participantes —el FC Dinamo Kiev, FC Dinamo Tbilisi y el FC Dinamo Moscú— llegaron a finales de competiciones europeas en cuatro ocasiones. La UEFA considera la Liga Premier de Rusia como el campeonato sucesor de la Primera División Soviética.

## Historia

### Fútbol en la Rusia zarista
Antes de la Revolución de Octubre de 1917 el fútbol era un deporte bastante extendido en la Rusia zarista. Desde principios de siglo se organizaban ligas locales en Moscú y San Petersburgo. En 1912 se crea la Unión del Fútbol de Rusia y en 1914, 33 equipos representantes de todo el imperio se afilian a ella. Por entonces el número de equipos era cerca de 200 y el de jugadores inscritos rondaba los 5.000. 
Tras la guerra civil rusa y el establecimiento de la Unión Soviética el interés por el deporte no decae y, tras varios torneos oficiosos entre la RSFS de Rusia, la RSS de Ucrania y combinados de las repúblicas de Transcaucasia, se decide crear una liga de fútbol que englobe a toda la Unión.

### Dominio del FC Dynamo Moscú, PFC CSKA Moscú y FC Spartak Moscú (1930-1959)
El 22 de mayo de 1936 se disputa el primer partido oficial de la historia en la Unión Soviética. Se enfrentaban el Dynamo Leningrado y el FK Lokomotiv Moscú en Leningrado con resultado de 3-1 para los locales. El visitante Viktor Lavrov anotó el primer gol de la historia en el minuto 5. En este primer campeonato de primavera solo participaron clubes de Moscú, Leningrado y Kiev, y el FC Dinamo Moscú se hizo con el título. En el campeonato de otoño se amplió el campeonato a 8 equipos con la entrada del FC Dinamo Tbilisi de la RSS de Georgia.
Tras este torneo dividido se establece un campeonato anual. El nombre de los equipos cambia constantemente, sobre todo durante los primeros años del torneo, así como el número de ellos (de los 7 de la primera temporada a los 26 de 1938). El sistema de puntos también cambia, pasando un empate de valer 2 puntos a solo 1 o 0. El nombre del torneo también cambia varias veces hasta ser renombrado en 1973 como Vysshaya Liga (Высшая лига).
El FC Dinamo Moscú se adjudicó el campeonato de 1940 con solo dos puntos de ventaja sobre el FC Dinamo Tbilisi. La temporada de 1941 comenzó sin problemas pese a la Segunda Guerra Mundial. Sin embargo en junio de ese año la Alemania Nazi lanza la Operación Barbarroja, invadiendo a la Unión Soviética, ocasionando que el campeonato se abandonada de inmediato. Los dos últimos partidos se disputaron el 24 de junio y en ese momento el Dinamo Moscú comandaba la clasificación con 15 puntos, uno más que el Dynamo Leningrado.
Tras la guerra el campeonato se reanuda en 1945. Entre las estrellas del fútbol de la posguerra estaban Vsevolod Bobrov del CDKA Moscú y Alexeï Khomitch del FC Dinamo Moscú. Estos dos equipos mantienen una dura lucha durante la segunda mitad de la década. En 1947 ambos conjuntos terminan empatados a 40 puntos y el campeón se decide por el coeficiente de goles (3.81 para el CDKA y 3.80 para el Dinamo Moscú). En 1948 el título se decide en la última jornada con un partido entre ambos que gana el CDKA por 3-2 con un gol en el minuto 87 de Bobrov.
Durante la década se va ampliando la categoría, pasando de los 12 equipos de 1945 a 19 en 1950, tras lo que se reduce de nuevo a 15.
El campeonato soviético de los años 1950 está dominado por el FC Spartak de Moscú y el FC Dinamo Moscú, quienes consiguen 8 de los 10 títulos de la década (los otros dos fueron para el CDKA Moscú). Esto es debido principalmente a la caída en desgracia del CDKA. El equipo fue excluido de la competición en 1952 por el mal resultado del equipo nacional (eliminado por Yugoslavia) en los Juegos Olímpicos de 1952 en los que participaron con una mayoría de jugadores del club del ejército. Tras la muerte de Iósif Stalin en 1953 el equipo fue rehabilitado e incluido en el campeonato de 1954.
En esta década emergieron jugadores de la talla de Lev Yashin (FC Dinamo Moscú), Vladimir Maslachenko (FC Lokomotiv Moscú) o el trío formado por Valentín Ivanov, Eduard Streltsov y Slava Metreveli en el Torpedo Moscú.

### Irrupción del FC Dinamo Kiev y debut en Europa (1960-1989)
Durante 1960 los clubes soviéticos participaban por primera vez en las competiciones europeas, aunque con poco éxito. En 1961 el FC Dinamo Kiev se convierte en el primer equipo fuera de Rusia en alzarse con el campeonato. En 1964 es el FC Dinamo Tbilisi de Georgia el que repite el logro. La década terminaba con el Dinamo Kiev haciéndose con otros 3 títulos de campeón bajo las órdenes de Victor Maslov.
A comienzos de los años 1970 dos nuevos clubes entran en la historia del fútbol soviético, el FC Zaria Voroshilovgrad y el FC Ararat. A pesar de ello, los años 70 están marcados por el dominio incontestable del FC Dinamo Kiev, que compite con los clubes moscovitas por los títulos soviéticos. De la mano de Valeri Lobanovsky los ucranianos se hacen con cuatro títulos más de liga y consiguen el primer título europeo de la historia para la Unión Soviética en 1975, la Recopa de Europa, frente al Ferencvárosi TC. Meses más tarde se hacen también con la Supercopa de Europa al ganar al FC Bayern de Múnich gracias a una soberbia actuación en ambos partidos de Oleh Blokhin.
Durante la década se empieza a hablar del amaño de partidos. En 1977, el 44,6% de los partidos terminaron en empate. Para limitar esta práctica la federación decidió que, después de ocho, los empates no dieran punto alguno. Esta regla rebajó el número de empates pero no el problema de fondo que era la compra de partidos.
Los años de 1980 traen nuevos campeones al torneo soviético. En 1982 el FC Dinamo Minsk, en 1983 y 1988 el FC Dnepr y en 1984 el Zenit Leningrad entran en el palmarés soviético. En Europa regresan los éxitos al conseguir en 1981 y 1986 el FC Dinamo Tbilisi y el FC Dinamo Kiev dos nuevas Recopas de Europa. Pese a los éxitos europeos durante esta década algunos de los mejores jugadores del campeonato se marchan a jugar a equipos de fuera, lo que hace que el nivel del campeonato soviético decaiga.

### Últimos campeones: desaparición de la Unión Soviética (1990-1991)
En 1990 abandonan el campeonato el FC Dinamo Tbilisi de Georgia y el Zalgiris Vilnius de Lituania al ganar sus países la independencia y separarse de la Unión Soviética. En 1991 se celebra el último campeonato soviético de la historia, que gana el PFC CSKA Moscú. El año siguiente cada ex-república pondría en marcha su propio campeonato local pese al intento de que se jugara un gran campeonato entre clubes de los países de la Comunidad de Estados Independientes.

## Palmarés
| Temporada | Campeón                                                                                                | Subcampeón                                                                                             | Tercer puesto                                                                                          | Máximo Goleador                                                                                        | Club                                                                                                   | Goles                                                                                                  |
| --------- | --- | --- | --- | --- | --- | --- |
| 1936 (P)  | FC Dynamo Moscú                                                                                        | FC Dinamo Kiev                                                                                         | FC Spartak Moscú                                                                                       | Mikhail Semichastny                                                                                    | FC Dynamo Moscú                                                                                        | 6 |
| 1936 (O)  | FC Spartak Moscú                                                                                       | FC Dynamo Moscú                                                                                        | FC Dinamo Tbilisi                                                                                      | Georgy Glazkov                                                                                         | FC Spartak Moscú                                                                                       | 7 |
| 1937      | FC Dynamo Moscú                                                                                        | FC Spartak Moscú                                                                                       | FC Dinamo Kiev                                                                                         | Vasily Pavlovich Smirnov Leonid Rumyantsev Boris Paichadze                                             | FC Dynamo Moscú FC Spartak Moscú FC Dinamo Tbilisi                                                     | 8 |
| 1938      | FC Spartak Moscú                                                                                       | CDKA Moscú                                                                                             | Metallurg Moscú                                                                                        | Makar Honcharenko                                                                                      | FC Dinamo Kiev                                                                                         | 19 |
| 1939      | FC Spartak Moscú                                                                                       | FC Dinamo Tbilisi                                                                                      | CDKA Moscú                                                                                             | Grigory Fedotov                                                                                        | CDKA Moscú                                                                                             | 21 |
| 1940      | FC Dynamo Moscú                                                                                        | FC Dinamo Tbilisi                                                                                      | FC Spartak Moscú                                                                                       | Sergey Aleksandrovich Solovyov                                                                         | FC Dynamo Moscú                                                                                        | 21 |
| 1941      | Suspendido por la invasión alemana en la Unión Soviética. En ese momento el FC Dinamo Moscú era líder. | Suspendido por la invasión alemana en la Unión Soviética. En ese momento el FC Dinamo Moscú era líder. | Suspendido por la invasión alemana en la Unión Soviética. En ese momento el FC Dinamo Moscú era líder. | Suspendido por la invasión alemana en la Unión Soviética. En ese momento el FC Dinamo Moscú era líder. | Suspendido por la invasión alemana en la Unión Soviética. En ese momento el FC Dinamo Moscú era líder. | Suspendido por la invasión alemana en la Unión Soviética. En ese momento el FC Dinamo Moscú era líder. |
| 1942      | Suspendido por la Gran Guerra Patria                                                                   | Suspendido por la Gran Guerra Patria                                                                   | Suspendido por la Gran Guerra Patria                                                                   | Suspendido por la Gran Guerra Patria                                                                   | Suspendido por la Gran Guerra Patria                                                                   | Suspendido por la Gran Guerra Patria                                                                   |
| 1943      | Suspendido por la Gran Guerra Patria                                                                   | Suspendido por la Gran Guerra Patria                                                                   | Suspendido por la Gran Guerra Patria                                                                   | Suspendido por la Gran Guerra Patria                                                                   | Suspendido por la Gran Guerra Patria                                                                   | Suspendido por la Gran Guerra Patria                                                                   |
| 1944      | Suspendido por la Gran Guerra Patria                                                                   | Suspendido por la Gran Guerra Patria                                                                   | Suspendido por la Gran Guerra Patria                                                                   | Suspendido por la Gran Guerra Patria                                                                   | Suspendido por la Gran Guerra Patria                                                                   | Suspendido por la Gran Guerra Patria                                                                   |
| 1945      | FC Dynamo Moscú                                                                                        | CDKA Moscú                                                                                             | Torpedo Moscú                                                                                          | Vsevolod Bobrov                                                                                        | CDKA Moscú                                                                                             | 24 |
| 1946      | CDKA Moscú                                                                                             | FC Dynamo Moscú                                                                                        | FC Dinamo Tbilisi                                                                                      | Aleksandr Ponomaryov                                                                                   | FC Torpedo Moscú                                                                                       | 18 |
| 1947      | CDKA Moscú                                                                                             | FC Dynamo Moscú                                                                                        | FC Dinamo Tbilisi                                                                                      | Vsevolod Bobrov Valentin Nikolayev Sergei Solovyov                                                     | CDKA Moscú FC Dynamo Moscú                                                                             | 14 |
| 1948      | CDKA Moscú                                                                                             | FC Dynamo Moscú                                                                                        | FC Spartak Moscú                                                                                       | Sergei Solovyov                                                                                        | FC Dynamo Moscú                                                                                        | 25 |
| 1949      | FC Dynamo Moscú                                                                                        | CDKA Moscú                                                                                             | FC Spartak Moscú                                                                                       | Nikita Simonyan                                                                                        | FC Spartak Moscú                                                                                       | 26 |
| 1950      | CDKA Moscú                                                                                             | FC Dynamo Moscú                                                                                        | FC Dinamo Tbilisi                                                                                      | Nikita Simonyan                                                                                        | Spartak Moscú                                                                                          | 34 |
| 1951      | CDSA Moscú                                                                                             | FC Dinamo Tbilisi                                                                                      | Shakhtyor Stalino                                                                                      | Avtandil Gogoberidze                                                                                   | FC Dinamo Tbilisi                                                                                      | 16 |
| 1952      | FC Spartak Moscú                                                                                       | FC Dinamo Kiev                                                                                         | FC Dynamo Moscú                                                                                        | Andrey Zazroyev                                                                                        | FC Dinamo Kiev                                                                                         | 11 |
| 1953      | FC Spartak Moscú                                                                                       | FC Dinamo Tbilisi                                                                                      | Torpedo Moscú                                                                                          | Nikita Simonyan                                                                                        | FC Spartak Moscú                                                                                       | 14 |
| 1954      | FC Dynamo Moscú                                                                                        | FC Spartak Moscú                                                                                       | Spartak Minsk                                                                                          | Vladimir Ilyin Anatoly Ilyin Antonin Sochnev                                                           | FC Dynamo Moscú FC Spartak Moscú Dynamo Leningrado                                                     | 11 |
| 1955      | FC Dynamo Moscú                                                                                        | FC Spartak Moscú                                                                                       | CDSA Moscú                                                                                             | Eduard Streltsov                                                                                       | Torpedo Moscú                                                                                          | 15 |
| 1956      | FC Spartak Moscú                                                                                       | FC Dynamo Moscú                                                                                        | CDSA Moscú                                                                                             | Vasily Buzunov                                                                                         | ODO Sverdlovsk                                                                                         | 17 |
| 1957      | FC Dynamo Moscú                                                                                        | Torpedo Moscú                                                                                          | FC Spartak Moscú                                                                                       | Vasily Buzunov                                                                                         | CSK MO Moscú                                                                                           | 16 |
| 1958      | FC Spartak Moscú                                                                                       | FC Dynamo Moscú                                                                                        | CSK MO Moscú                                                                                           | Anatoly Ilyin                                                                                          | FC Spartak Moscú                                                                                       | 19 |
| 1959      | FC Dynamo Moscú                                                                                        | FC Lokomotiv Moscú                                                                                     | FC Dinamo Tbilisi                                                                                      | Zaur Kaloyev                                                                                           | FC Dinamo Tbilisi                                                                                      | 16 |
| 1960      | Torpedo Moscú                                                                                          | FC Dinamo Kiev                                                                                         | FC Dynamo Moscú                                                                                        | Gennady Gusarov Zaur Kaloyev                                                                           | Torpedo Moscú FC Dinamo Tbilisi                                                                        | 20 |
| 1961      | FC Dinamo Kiev                                                                                         | Torpedo Moscú                                                                                          | FC Spartak Moscú                                                                                       | Gennady Gusarov                                                                                        | Torpedo Moscú                                                                                          | 22 |
| 1962      | FC Spartak Moscú                                                                                       | FC Dynamo Moscú                                                                                        | FC Dinamo Tbilisi                                                                                      | Mijaíl Mustygin                                                                                        | FC Dinamo Minsk                                                                                        | 17 |
| 1963      | FC Dynamo Moscú                                                                                        | FC Spartak Moscú                                                                                       | FC Dinamo Minsk                                                                                        | Oleg Kopaev                                                                                            | FC SKA Rostov del Don                                                                                  | 27 |
| 1964      | FC Dinamo Tbilisi                                                                                      | Torpedo Moscú                                                                                          | PFC CSKA Moscú                                                                                         | Vladimir Fedotov                                                                                       | PFC CSKA Moscú                                                                                         | 16 |
| 1965      | Torpedo Moscú                                                                                          | FC Dinamo Kiev                                                                                         | PFC CSKA Moscú                                                                                         | Oleg Kopaev                                                                                            | FC SKA Rostov del Don                                                                                  | 18 |
| 1966      | FC Dinamo Kiev                                                                                         | FC SKA Rostov del Don                                                                                  | Neftyanik Baku                                                                                         | Ilya Datunashvili                                                                                      | FC Dinamo Tbilisi                                                                                      | 20 |
| 1967      | FC Dinamo Kiev                                                                                         | FC Dynamo Moscú                                                                                        | FC Dinamo Tbilisi                                                                                      | Mijaíl Mustygin                                                                                        | FC Dinamo Minsk                                                                                        | 19 |
| 1968      | FC Dinamo Kiev                                                                                         | Torpedo Moscú                                                                                          | FC Spartak Moscú                                                                                       | Georgi Gavasheli Berador Abduraimov                                                                    | FC Dinamo Tbilisi Pakhtakor Tashkent FK                                                                | 22 |
| 1969      | FC Spartak Moscú                                                                                       | FC Dinamo Kiev                                                                                         | FC Dinamo Tbilisi                                                                                      | Nikolay Osianin Vladimir Proskurin Dzhemal Kherhadze                                                   | FC Spartak Moscú FC SKA Rostov del Don FC Torpedo Kutaisi                                              | 16 |
| 1970      | PFC CSKA Moscú                                                                                         | FC Dynamo Moscú                                                                                        | FC Spartak Moscú                                                                                       | Givi Nodia                                                                                             | FC Dinamo Tbilisi                                                                                      | 17 |
| 1971      | FC Dinamo Kiev                                                                                         | FC Ararat                                                                                              | FC Dinamo Tbilisi                                                                                      | Eduard Malofeev                                                                                        | FC Dinamo Minsk                                                                                        | 16 |
| 1972      | FC Zaria Voroshilovgrad                                                                                | FC Dinamo Kiev                                                                                         | FC Dinamo Tbilisi                                                                                      | Oleg Blokhin                                                                                           | FC Dinamo Kiev                                                                                         | 14 |
| 1973      | FC Ararat                                                                                              | FC Dinamo Kiev                                                                                         | FC Dynamo Moscú                                                                                        | Oleg Blokhin                                                                                           | FC Dinamo Kiev                                                                                         | 18 |
| 1974      | FC Dinamo Kiev                                                                                         | FC Spartak Moscú                                                                                       | FC Chernomorets                                                                                        | Oleg Blokhin                                                                                           | FC Dinamo Kiev                                                                                         | 20 |
| 1975      | FC Dinamo Kiev                                                                                         | Shakhtyor Stalino                                                                                      | FC Dynamo Moscú                                                                                        | Oleg Blokhin                                                                                           | FC Dinamo Kiev                                                                                         | 18 |
| 1976 (P)  | FC Dynamo Moscú                                                                                        | FC Ararat                                                                                              | FC Dinamo Tbilisi                                                                                      | Arkady Andreasian                                                                                      | FC Ararat                                                                                              | 8 |
| 1976 (O)  | Torpedo Moscú                                                                                          | FC Dinamo Kiev                                                                                         | FC Dinamo Tbilisi                                                                                      | Aleksandr Markin                                                                                       | Zenit Leningrado                                                                                       | 13 |
| 1977      | FC Dinamo Kiev                                                                                         | FC Dinamo Tbilisi                                                                                      | Torpedo Moscú                                                                                          | Oleg Blokhin                                                                                           | FC Dinamo Kiev                                                                                         | 17 |
| 1978      | FC Dinamo Tbilisi                                                                                      | FC Dinamo Kiev                                                                                         | Shakhtyor Stalino                                                                                      | Georgi Yartsev                                                                                         | FC Spartak Moscú                                                                                       | 19 |
| 1979      | FC Spartak Moscú                                                                                       | Shakhtyor Stalino                                                                                      | FC Dinamo Kiev                                                                                         | Vitali Starukhin                                                                                       | Shakhtyor Stalino                                                                                      | 26 |
| 1980      | FC Dinamo Kiev                                                                                         | FC Spartak Moscú                                                                                       | Zenit Leningrado                                                                                       | Sergey Andreev                                                                                         | FC SKA Rostov del Don                                                                                  | 20 |
| 1981      | FC Dinamo Kiev                                                                                         | FC Spartak Moscú                                                                                       | FC Dinamo Tbilisi                                                                                      | Ramaz Shengelia                                                                                        | FC Dinamo Tbilisi                                                                                      | 23 |
| 1982      | FC Dinamo Minsk                                                                                        | FC Dinamo Kiev                                                                                         | FC Spartak Moscú                                                                                       | Andrey Yakubik                                                                                         | Pakhtakor Tashkent FK                                                                                  | 23 |
| 1983      | FC Dnepr                                                                                               | FC Spartak Moscú                                                                                       | FC Dinamo Minsk                                                                                        | Yuri Gavrilov                                                                                          | FC Spartak Moscú                                                                                       | 18 |
| 1984      | Zenit Leningrado                                                                                       | FC Spartak Moscú                                                                                       | FC Dnepr                                                                                               | Sergey Andreev                                                                                         | FC SKA Rostov del Don                                                                                  | 20 |
| 1985      | FC Dinamo Kiev                                                                                         | FC Spartak Moscú                                                                                       | FC Dnepr                                                                                               | Oleg Protásov                                                                                          | FC Dnepr                                                                                               | 35 |
| 1986      | FC Dinamo Kiev                                                                                         | FC Dynamo Moscú                                                                                        | FC Spartak Moscú                                                                                       | Aleksandr Borodyuk                                                                                     | FC Dynamo Moscú                                                                                        | 21 |
| 1987      | FC Spartak Moscú                                                                                       | FC Dnepr                                                                                               | Zalgiris Vilnius                                                                                       | Oleg Protásov                                                                                          | FC Dnepr                                                                                               | 18 |
| 1988      | FC Dnepr                                                                                               | FC Dinamo Kiev                                                                                         | Torpedo Moscú                                                                                          | Yevhen Serhiyovych Shakhov Aleksandr Borodyuk                                                          | FC Dnepr FC Dynamo Moscú                                                                               | 16 |
| 1989      | FC Spartak Moscú                                                                                       | FC Dnepr                                                                                               | FC Dinamo Kiev                                                                                         | Sergey Rodionov                                                                                        | FC Spartak Moscú                                                                                       | 16 |
| 1990      | FC Dinamo Kiev                                                                                         | PFC CSKA Moscú                                                                                         | FC Dynamo Moscú                                                                                        | Oleg Protásov Valery Shmarov                                                                           | FC Dinamo Kiev FC Spartak Moscú                                                                        | 12 |
| 1991      | PFC CSKA Moscú                                                                                         | FC Spartak Moscú                                                                                       | Torpedo Moscú                                                                                          | Igor Kolyvanov                                                                                         | FC Dynamo Moscú                                                                                        | 18 |

## Títulos

### Por clubes
| Club                    | Campeón | 2° | 3° | Años campeón                                                                 |
| ----------------------- | ------- | -- | -- | ---------------------------------------------------------------------------- |
| FC Dinamo Kiev          | 13      | 11 | 3  | 1961, 1966, 1967, 1968, 1971, 1974, 1975, 1977, 1980, 1981, 1985, 1986, 1990 |
| FC Spartak Moscú        | 12      | 11 | 10 | 1936-O, 1938, 1939, 1952, 1953, 1956, 1958, 1962, 1969, 1979, 1987, 1989     |
| FC Dynamo Moscú         | 11      | 11 | 5  | 1936-P, 1937, 1940, 1945, 1949, 1954, 1955, 1957, 1959, 1963, 1976-P         |
| PFC CSKA Moscú          | 7       | 4  | 6  | 1946, 1947, 1948, 1950, 1951, 1970, 1991                                     |
| FC Torpedo Moscú        | 3       | 4  | 5  | 1960, 1965, 1976-O                                                           |
| FC Dinamo Tbilisi       | 2       | 5  | 13 | 1964, 1978                                                                   |
| FC Dnepr                | 2       | 2  | 2  | 1983, 1988                                                                   |
| FC Ararat               | 1       | 2  | -  | 1973                                                                         |
| FC Dinamo Minsk         | 1       | -  | 3  | 1982                                                                         |
| Zenit Leningrado        | 1       | -  | 1  | 1984                                                                         |
| FC Zaria Voroshilovgrad | 1       | -  | -  | 1972                                                                         |
| Shakhtyor Stalino       | -       | 2  | 2  | -----                                                                        |
| FC Lokomotiv Moscú      | -       | 1  | -  | -----                                                                        |
| FC SKA Rostov-on-Don    | -       | 1  | -  | -----                                                                        |
| Metallurg Moscú         | -       | -  | 1  | -----                                                                        |
| Neftyanik Baku          | -       | -  | 1  | -----                                                                        |
| FC Chernomorets         | -       | -  | 1  | -----                                                                        |
| Zalgiris Vilnius        | -       | -  | 1  | -----                                                                        |

### Por Repúblicas
| República           | Campeonatos | Subcampeonatos | 3.os puestos | Clubes | Campeones                                                                                               |
| ------------------- | ----------- | -------------- | ------------ | ------ | --- |
| RSFS de Rusia       | 34          | 32             | 28           | 31     | FC Spartak de Moscú (12) FC Dinamo Moscú (11) PFC CSKA Moscú (7) Torpedo Moscú (3) Zenit Leningrado (1) |
| RSS de Ucrania      | 16          | 15             | 8            | 14     | FC Dinamo Kiev (13) FC Dnepr (2) FC Zaria Voroshilovgrad (1)                                            |
| RSS de Georgia      | 2           | 5              | 13           | 5      | FC Dinamo Tbilisi (2)                                                                                   |
| RSS de Armenia      | 1           | 2              |              | 1      | FC Ararat (1)                                                                                           |
| RSS de Bielorrusia  | 1           |                | 3            | 1      | FK Dinamo Minsk (1)                                                                                     |
| RSS de Azerbaiyán   |             |                | 1            | 3      | |
| RSS de Lituania     |             |                | 1            | 1      | |
| RSS de Kazajistán   |             |                |              | 1      | |
| RSS de Uzbekistán   |             |                |              | 1      | |
| RSS de Moldavia     |             |                |              | 1      | |
| RSS de Letonia      |             |                |              | 1      | |
| RSS de Tayikistán   |             |                |              | 1      | |
| RSS de Estonia      |             |                |              | 1      | |
| RSS de Turkmenistán |             |                |              | 0      | |
| RSS de Kirguistán   |             |                |              | 0      | |

## Clasificación histórica
- Clasificación acumulada de la máxima categoría del fútbol de la Unión Soviética a lo largo de sus 54 temporadas de existencia, desde 1936 a 1991.

| Club                        | República       | Temp | Primera | Última | PJ   | PG  | PE  | PP  | GF   | GC   | Pts  | 1.º | 2.º |
| --------------------------- | --------------- | ---- | ------- | ------ | ---- | --- | --- | --- | ---- | ---- | ---- | --- | --- |
| FC Spartak Moscú            | RSFS Rusia      | 53   | 1936    | 1991   | 1453 | 722 | 385 | 346 | 2483 | 1467 | 1821 | 12  | 12  |
| FC Dynamo Kiev              | RSS Ucrania     | 54   | 1936    | 1991   | 1483 | 681 | 456 | 346 | 2306 | 1566 | 1810 | 13  | 11  |
| FC Dynamo Moscú             | RSFS Rusia      | 54   | 1936    | 1991   | 1485 | 707 | 404 | 374 | 2435 | 1457 | 1805 | 11  | 11  |
| FC Dinamo Tbilisi           | RSS Georgia     | 51   | 1936    | 1989   | 1424 | 621 | 406 | 397 | 2176 | 1677 | 1642 | 2   | 5   |
| FC Torpedo Moscú            | RSFS Rusia      | 51   | 1938    | 1991   | 1455 | 601 | 433 | 421 | 2059 | 1656 | 1613 | 3   | 3   |
| PFC CSKA Moscú              | RSFS Rusia      | 48   | 1936    | 1991   | 1326 | 585 | 363 | 378 | 2030 | 1451 | 1524 | 7   | 4   |
| FC Zenit Leningrado         | RSFS Rusia      | 49   | 1938    | 1989   | 1402 | 464 | 411 | 527 | 1725 | 1914 | 1328 | 1   |     |
| FC Shakhtar Donetsk         | RSS Ucrania     | 44   | 1938    | 1991   | 1288 | 434 | 379 | 475 | 1522 | 1641 | 1241 |     | 2   |
| FC Ararat Ereván            | RSS Armenia     | 33   | 1949    | 1991   | 1026 | 352 | 280 | 394 | 1150 | 1306 | 972  | 1   | 2   |
| FC Dinamo Minsk             | RSS Bielorrusia | 33   | 1945    | 1991   | 985  | 327 | 300 | 358 | 1109 | 1202 | 940  | 1   |     |
| FC Lokomotiv Moscú          | RSFS Rusia      | 38   | 1936    | 1991   | 1001 | 303 | 289 | 409 | 1218 | 1431 | 888  |     | 1   |
| PFC Neftchi Baku            | RSS Azerbaiyán  | 27   | 1949    | 1988   | 884  | 253 | 270 | 361 | 907  | 1141 | 771  |     |     |
| FC Chornomorets Odessa      | RSS Ucrania     | 26   | 1938    | 1991   | 789  | 260 | 230 | 299 | 841  | 986  | 744  |     |     |
| FC Kairat                   | RSS Kazajistán  | 24   | 1960    | 1988   | 780  | 226 | 234 | 320 | 742  | 983  | 678  |     |     |
| Pakhtakor Tashkent FC       | RSS Uzbekistán  | 22   | 1960    | 1991   | 722  | 212 | 211 | 299 | 805  | 1035 | 629  |     | 1   |
| FC SKA Rostov-on-Don        | RSFS Rusia      | 21   | 1959    | 1985   | 680  | 218 | 194 | 268 | 843  | 911  | 620  |     |     |
| FC Dnipro Dnipropetrovsk    | RSS Ucrania     | 19   | 1972    | 1991   | 554  | 227 | 154 | 173 | 729  | 634  | 604  | 2   | 2   |
| FC Krylya Sovetov Kuybyshev | RSFS Rusia      | 26   | 1946    | 1979   | 715  | 185 | 209 | 321 | 675  | 996  | 579  |     |     |
| FC Metalist Járkov          | RSS Ucrania     | 18   | 1949    | 1991   | 552  | 167 | 147 | 238 | 525  | 706  | 480  |     |     |
| Zorya Voroshilovgrad        | RSS Ucrania     | 14   | 1967    | 1979   | 412  | 125 | 135 | 152 | 416  | 469  | 377  | 1   |     |
| Dynamo Leningrado           | RSFS Rusia      | 17   | 1936    | 1963   | 397  | 135 | 102 | 160 | 589  | 649  | 372  |     |     |
| Torpedo Kutaisi             | RSS Georgia     | 13   | 1962    | 1986   | 439  | 104 | 129 | 206 | 395  | 655  | 335  |     |     |
| FK Žalgiris Vilnius         | RSS Lituania    | 11   | 1953    | 1989   | 330  | 107 | 93  | 130 | 349  | 463  | 305  |     |     |
| FC Rotor Volgogrado         | RSFS Rusia      | 11   | 1938    | 1990   | 293  | 91  | 66  | 136 | 352  | 488  | 248  |     |     |
| FC Nistru Chişinău          | RSS Moldavia    | 11   | 1956    | 1983   | 312  | 69  | 84  | 159 | 312  | 534  | 222  |     |     |
| FC Karpaty Lviv             | RSS Ucrania     | 9    | 1971    | 1980   | 244  | 68  | 85  | 91  | 250  | 301  | 218  |     |     |
| VVS Moscú                   | RSFS Rusia      | 6    | 1947    | 1952   | 161  | 58  | 32  | 71  | 235  | 270  | 148  |     |     |
| FK Daugava Rīga             | RSS Letonia     | 7    | 1949    | 1962   | 203  | 51  | 48  | 104 | 198  | 311  | 150  |     |     |
| Krylya Sovetov Moscú        | RSFS Rusia      | 6    | 1938    | 1948   | 143  | 32  | 39  | 72  | 145  | 259  | 103  |     |     |
| Metallurg Moscú             | RSFS Rusia      | 4    | 1937    | 1940   | 91   | 40  | 17  | 34  | 173  | 170  | 97   |     |     |
| FC Kubán Krasnodar          | RSFS Rusia      | 3    | 1980    | 1982   | 102  | 29  | 26  | 47  | 111  | 145  | 84   |     |     |
| Admiralteyets Leningrado    | RSFS Rusia      | 3    | 1958    | 1961   | 84   | 26  | 17  | 41  | 122  | 149  | 69   |     |     |
| Pamir Dushanbe              | RSS Tayikistán  | 3    | 1989    | 1991   | 84   | 21  | 27  | 36  | 74   | 104  | 69   |     |     |
| Elektrik Leningrado         | RSFS Rusia      | 5    | 1936    | 1939   | 80   | 22  | 18  | 40  | 112  | 163  | 62   |     |     |
| FC Fakel Voronezh           | RSFS Rusia      | 2    | 1961    | 1985   | 66   | 20  | 17  | 29  | 63   | 83   | 57   |     |     |
| Trudovye Rezervy Leningrado | RSFS Rusia      | 3    | 1954    | 1956   | 68   | 16  | 23  | 29  | 82   | 113  | 55   |     |     |
| Volga Gorky                 | RSFS Rusia      | 3    | 1951    | 1964   | 85   | 14  | 27  | 44  | 58   | 143  | 55   |     |     |
| Spartak Tbilisi             | RSS Georgia     | 2    | 1950    | 1951   | 64   | 21  | 11  | 32  | 82   | 109  | 53   |     |     |
| Spartak Minsk               | RSS Bielorrusia | 3    | 1954    | 1957   | 68   | 15  | 19  | 34  | 53   | 95   | 49   |     |     |
| Spartak Vladikavkaz         | RSFS Rusia      | 2    | 1970    | 1991   | 62   | 16  | 16  | 30  | 64   | 89   | 48   |     |     |
| SK Odessa                   | RSS Ucrania     | 2    | 1965    | 1966   | 68   | 4   | 19  | 45  | 38   | 121  | 27   |     |     |
| FC Metalurh Zaporizhya      | RSS Ucrania     | 1    | 1991    | 1991   | 30   | 9   | 7   | 14  | 27   | 38   | 25   |     |     |
| VMS Moscú                   | RSFS Rusia      | 1    | 1951    | 1951   | 28   | 7   | 9   | 12  | 30   | 50   | 23   |     |     |
| FC Tavriya Simferopol       | RSS Ucrania     | 1    | 1981    | 1981   | 34   | 8   | 7   | 19  | 27   | 54   | 23   |     |     |
| Selmash Járkov              | RSS Ucrania     | 1    | 1938    | 1938   | 25   | 8   | 6   | 11  | 34   | 45   | 22   |     |     |
| Uralmash Sverdlovsk         | RSFS Rusia      | 1    | 1969    | 1969   | 34   | 7   | 8   | 19  | 19   | 39   | 22   |     |     |
| Stalinets Moscú             | RSFS Rusia      | 1    | 1938    | 1938   | 25   | 8   | 5   | 12  | 36   | 44   | 21   |     |     |
| FC Lokomotiv Kiev           | RSS Ucrania     | 1    | 1938    | 1938   | 25   | 8   | 5   | 12  | 43   | 64   | 21   |     |     |
| FC Shinnik Yaroslavl        | RSFS Rusia      | 1    | 1964    | 1964   | 32   | 6   | 9   | 17  | 20   | 48   | 21   |     |     |
| Dynamo Rostov-on-Don        | RSFS Rusia      | 1    | 1938    | 1938   | 25   | 7   | 6   | 12  | 39   | 43   | 20   |     |     |
| Temp Baku                   | RSS Azerbaiyán  | 1    | 1938    | 1938   | 25   | 6   | 8   | 11  | 33   | 40   | 20   |     |     |
| FC Spartak Leningrado       | RSFS Rusia      | 1    | 1938    | 1938   | 25   | 6   | 8   | 11  | 30   | 39   | 20   |     |     |
| JK Kalev Tallinn            | RSS Estonia     | 2    | 1960    | 1961   | 58   | 3   | 14  | 41  | 46   | 146  | 20   |     |     |
| Dynamo Kirovabad            | RSS Azerbaiyán  | 1    | 1968    | 1968   | 38   | 5   | 9   | 24  | 25   | 59   | 19   |     |     |
| Guria Lanchkhuti            | RSS Georgia     | 1    | 1987    | 1987   | 30   | 5   | 8   | 17  | 18   | 38   | 18   |     |     |
| FC Spartak Járkov           | RSS Ucrania     | 1    | 1938    | 1938   | 25   | 5   | 7   | 13  | 43   | 63   | 17   |     |     |
| FC Zenit Leningrado         | RSFS Rusia      | 1    | 1938    | 1938   | 25   | 7   | 3   | 15  | 35   | 57   | 17   |     |     |
| ODO Sverdlovsk              | RSFS Rusia      | 1    | 1956    | 1956   | 22   | 6   | 4   | 12  | 31   | 45   | 16   |     |     |
| FC Pishchevik Moscú         | RSFS Rusia      | 1    | 1938    | 1938   | 25   | 5   | 6   | 14  | 25   | 53   | 16   |     |     |
| FC Lokomotivi Tbilisi       | RSS Georgia     | 1    | 1938    | 1938   | 25   | 5   | 5   | 15  | 44   | 62   | 15   |     |     |
| FC Kalinin                  | RSFS Rusia      | 1    | 1952    | 1952   | 13   | 5   | 4   | 4   | 19   | 19   | 14   |     |     |
| FC Burevestnik Moscú        | RSFS Rusia      | 1    | 1938    | 1938   | 25   | 4   | 4   | 17  | 28   | 87   | 12   |     |     |

## Entrenadores
La siguiente tabla muestra los entrenadores que conquistaron más campeonatos de la Primera División Soviética:
| Técnico                | Títulos | Años campeón                                   |
| ---------------------- | ------- | ---------------------------------------------- |
| Valeri Lobanovsky      | 8       | 1974, 1975, 1977, 1980, 1981, 1985, 1986, 1990 |
| Mikhail Yakushin (en)  | 6       | 1945, 1949, 1954, 1955, 1957, 1959             |
| Boris Arkadyev         | 6       | 1940, 1946, 1947, 1948, 1950, 1951             |
| Viktor Maslov (en)     | 4       | 1960, 1966, 1967, 1968                         |
| Nikita Simonián        | 3       | 1962, 1969, 1973                               |
| Konstantín Béskov      | 2       | 1979, 1987                                     |
| Aleksandr Sevidov (en) | 2       | 1971, 1976-P                                   |
| Nikolai Gulyaev        | 2       | 1956, 1958                                     |
| Konstantin Kvashnin    | 2       | 1936-P, 1938                                   |
| Vasily Sokolov         | 2       | 1952, 1953                                     |

## Jugadores
Las siguientes tablas muestran a los jugadores que más partidos disputaron de la Primera División Soviética y los que más goles anotaron:
|    | Jugador            | Partidos |
| -- | ------------------ | -------- |
| 1  | Oleg Blokhin       | 432      |
| 2  | Victor Shustikov   | 427      |
| 3  | Galimzyan Husainov | 410      |
| 4  | Nikolai Osyanin    | 402      |
| 5  | Lev Burchalkin     | 400      |
| 5  | Mikhail Sokolovsky | 400      |
| 7  | Sergei Bondarenko  | 392      |
| 8  | Vladimir Fedotov   | 382      |
| 9  | Leonid Buryak      | 377      |
| 10 | Aleksandr Búbnov   | 375      |
| 10 | Slava Metreveli    | 375      |

|    | Jugador              | Goles |
| -- | -------------------- | ----- |
| 1  | Oleg Blokhin         | 211   |
| 2  | Alexander Ponomarev  | 153   |
| 3  | Nikita Simonian      | 145   |
| 4  | Serguéi Soloviov     | 144   |
| 5  | Grigory Fedotov      | 132   |
| 6  | Eduard Markarov      | 129   |
| 7  | Avtandil Gogoberidze | 128   |
| 8  | Valentin Ivanov      | 125   |
| 8  | Oleg Protasov        | 125   |
| 10 | Ramaz Shengelia      | 120   |

## Ligas sucesoras
| - Liga de Estonia - Liga de Letonia - Liga de Lituania - Liga de Bielorrusia - Liga de Moldavia - Liga de Ucrania - Liga de Georgia - Liga de Armenia - Liga de Azerbaiyán - Liga de Kazajistán - Liga de Kirguistán | - Liga de Rusia - Liga de Tayikistán - Liga de Turkmenistán - Liga de Uzbekistán - Copa de la CEI - Campeonato de fútbol de Abjasia. - Liga de fútbol De Artsakh |